# Neolimnomyia ranavalona
Neolimnomyia ranavalona är en tvåvingeart som först beskrevs av Alexander 1965.  Neolimnomyia ranavalona ingår i släktet Neolimnomyia och familjen småharkrankar.
Artens utbredningsområde är Madagaskar. Inga underarter finns listade i Catalogue of Life.